# Dalibor Rožník
Dalibor Rožník (* 3. května 1988) je slovenský fotbalový brankář, momentálně chytající za slovenský klub FC STK Fluminense Šamorín.

## Kariéra
Rožník se narodil v Trenčíně, kde také v jedenácti letech v místním AS s fotbalem začínal. S juniorkou Trenčína si zahrál v Amsterdamu na Breukelen Cupu, který vyhráli. V semifinále se týmu podařilo vyřadit po penaltovém rozstřelu Ajax, když Rožník chytil 4 penalty. V sedmnácti letech si ho trenér Ladislav Hudec, kterému dělal asistenta Karol Marko, vybral do "áčka". Tady dělal převážně dvojku za Milošem Volešákem. Premiéru v trenčínském dresu si odbyl na jaře 2008 v zápase s Dubnicí. V tomto roce Trenčín sestoupil z Corgoň ligy. V Corgoň lize nastoupil celkem do 6 zápasů, ve 2. slovenské lize hrál 5 zápasů. V červnu 2010 přišel na testy do Jihlavy, které dal přednost před Sezimovým Ústím. Po absolvování testů do FC Vysočina Jihlava přestoupil. V červnu 2013 mu však vypršela smlouva a vedení týmu se ji rozhodlo neprodloužit.
Ještě během působení v Trenčíně se probojoval do reprezentačních výběrů Slovensko U17 až Slovensko U20.

## Úspěchy
- FK AS Trenčín
  - 1. místo na Breukelen Cupu (s juniorkou)
- FC Vysočina Jihlava
  - postup do Gambrinus ligy (2011/12)